# Sân bay Val-d'Or
Sân bay Val-d'Or, (IATA: YVO, ICAO: CYVO), là một sân bay 4,6 km về phía nam của Val-d'Or, Quebec, Canada. Sân bay này có 1 đường băng dài 3048 m bề mặt nhựa đường.

## Các hãng hàng không và các tuyến điểm
- Air Canada
  - Air Canada Jazz (Montréal)